# Generaltullarrendesocieteten
Generaltullarrendesocieteten är namn på tre svenska bolag i privat eller delstatlig ägo, vilka under tre perioder under 1700- och 1800-talen ombesörjde indrivandet av landets alla tullar.

## Historia
Under 1620-talet hade tidvis tullindrivande utackorderats. I början av 1700-talet skedde en mer systematisk privatisering. Alla rikets sjö- och landtullar, med undantag för dem i Svenska Pommern, förpantades i ett generaltullarrende. Avsikten var att engagera allmänheten, och speciellt borgarskapet, i genomförandet av tullförfattningarna för att minska lurendrejeri och öka tullinkomsterna. Borgerskapet fick företräde för att teckna lotter i de bolag som bildades för att sköta arrendet.
Den första, helt privatägda, Generaltullarrendesocieteten arrenderade enligt kontrakt med kronan Sveriges tullar 1727-65. Administrationen bestod av ett generaltullkontor för landtullarna och ett för sjötullarna.
Den andra, delstatliga, Generaltullarrendesocieteten drev sin verksamhet 1777-82, och det tredje, också delstatliga, bolaget arrenderade tullarna 1803-13.
Efter 1813 har tullindrivning varit en kontinuerlig statlig verksamhet, sedan 1824 bedriven av Generaltullstyrelsen, senare benämnt Tullverket.

## Urval av personer som varit engagerade i Generaltullarrendesocieteten
- Arvid Schauw, ombudsman
- Anders Plomgren, fullmäktig
- Johan Henrik Lefebure, fullmäktig
- Nils Henric Liljensparre, kronofullmäktig
- Gustaf Johan Ehrensvärd, kronofullmäktig
- Axel von Axelsson, kronofullmäktig
- Carl August Grevesmöhlen, notarie